# Veľký Šariš
Veľký Šariš és una ciutat d'Eslovàquia. Es troba a la regió de Prešov, al nord del país. La primera referència escrita de la vila data del 1217.

## Demografia
| Godina             | 1994 | 2004    | 2014    | 2024    |
| ------------------ | ---- | ------- | ------- | ------- |
| Nombre de persones | 3516 | 4468    | 5802    | 6976    |
| Diferència         |      | +27,07% | +29,85% | +20,23% |

| Godina             | 2023 | 2024   |
| ------------------ | ---- | ------ |
| Nombre de persones | 6909 | 6976   |
| Diferència         |      | +0,96% |